# Flughafen Minvoul

i7
i11
i13
Der Flughafen Minvoul (französisch Aéroport de Minvoul, IATA-Code: MVX, ICAO-Code: FOGV) ist ein Flughafen, der die Stadt Minvoul in der Woleu-Ntem-Provinz in Gabun bedient.